# Spojené státy americké na Zimních olympijských hrách 1984
Spojené státy americké na Zimních olympijských hrách 1984 reprezentovalo 107 sportovců (77 mužů a 30 žen) v 10 sportech.

## Medailisté
| Medaile | Jméno                                | Sport           | Disciplína        |
| ------- | ------------------------------------ | --------------- | ----------------- |
| Zlato   | Bill Johnson                         | Alpské lyžování | Muži sjezd        |
| Zlato   | Phil Mahre                           | Alpské lyžování | Muži slalom       |
| Zlato   | Debbie Armstrongová                  | Alpské lyžování | Ženy obří slalom  |
| Zlato   | Scott Hamilton                       | Krasobruslení   | Muži jednotlivci  |
| Stříbro | Steve Mahre                          | Alpské lyžování | Muži slalom       |
| Stříbro | Christin Cooper                      | Alpské lyžování | Ženy obří slalom  |
| Stříbro | Rosalynn Sumners                     | Krasobruslení   | Ženy jednotlivci  |
| Stříbro | Kitty Carruthersová Peter Carruthers | Krasobruslení   | Sportovní dvojice |